# مارون كلاتة (شيرنغ)
مارون کلاتة (بالفارسية: مارون‌کلاته) هي قرية تقع في إيران في قسم شیرنغ الریفي. يقدر عدد سكانها بـ 911 نسمة بحسب إحصاء 2016.